# Gücük
Koordinaten: 36° 29′ 11,4″ N, 34° 7′ 57,5″ O

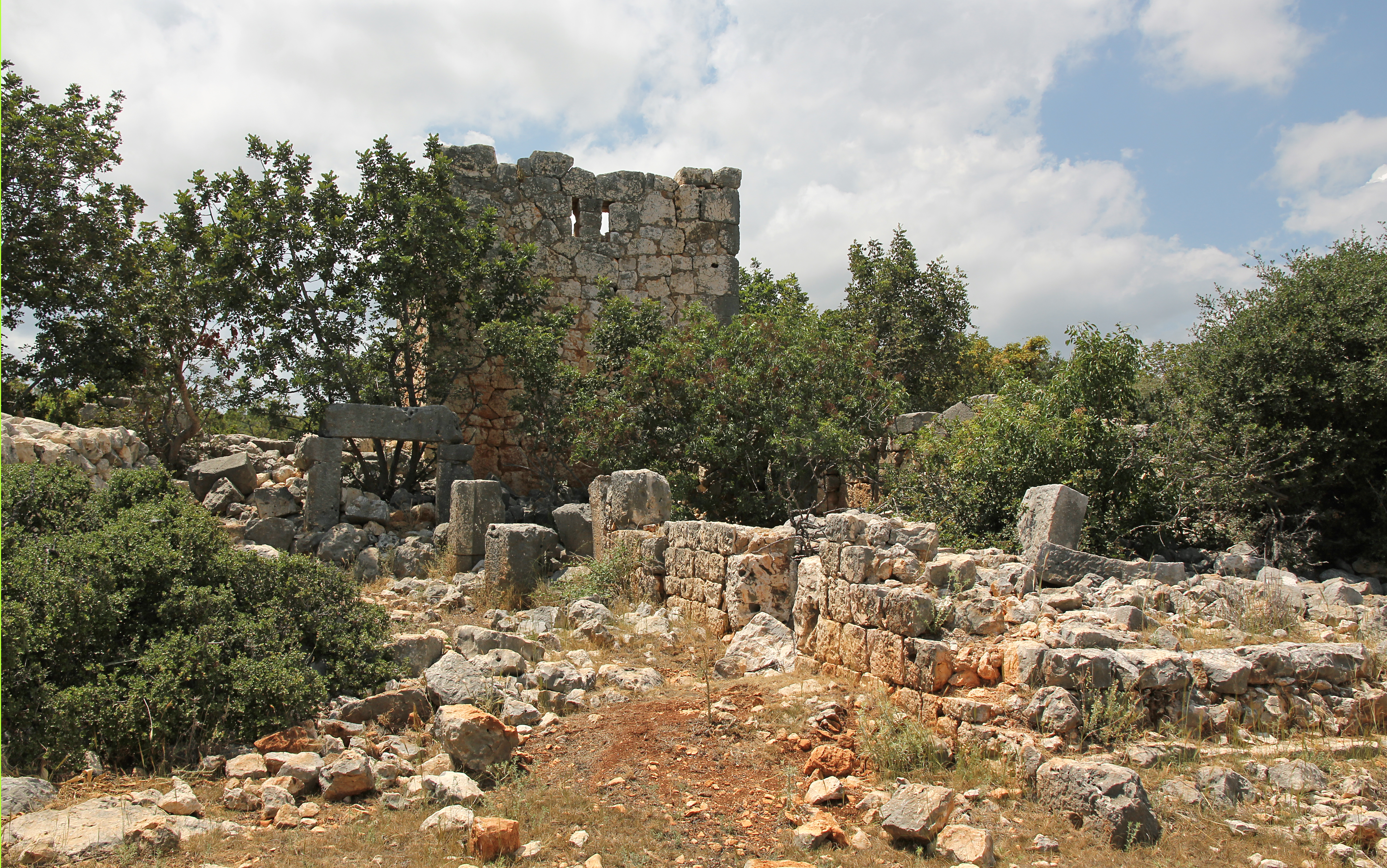
Gücük von Osten

Gücük ist der türkische Name einer archäologischen Stätte im Rauen Kilikien in der Südtürkei. Sie besteht aus einem hellenistischen Turm und einem darum erbauten Gehöft aus späterer Zeit.

## Lage
Gücük liegt im Gebiet der ehemaligen Gemeinde Kızkalesi im Landkreis Erdemli der türkischen Provinz Mersin, etwa drei Kilometer nördlich des Ortskerns und 20 Kilometer südwestlich der Kreisstadt. Dort führt östlich des Tales Şeytan Deresi die Straße von Kızkalesi, dem antiken Korykos, nach Nordwesten ins bergige Landesinnere nach Hüseyinler, Cambazlı und weiter nach Uzuncaburç, dem antiken Olba. Sie passiert dabei die Siedlungsreste von Hıdırlı und Demirciören sowie die Türme von Sarayın und Gömeç im Osten sowie im Westen die in den steilen Wänden des Tales liegenden Felsreliefs von Adamkayalar. Gücük liegt westlich der Straße, etwa 500 Metern südwestlich des Turms von Gömeç.

## Beschreibung
Hauptgebäude und Ursprung des Komplexes ist der hellenistische Turm. Er hat einen etwa quadratischen Grundriss bei einer unteren Breite von 5,10 Metern und einer erhaltenen Höhe von 5,33 Metern. Der Innenraum ist 3,66 × 3,87 Meter groß. Die etwas nach rechts versetzte Tür liegt in der Südseite und misst zwischen 0,69 und 0,85 Metern in der Breite sowie 1,42 Meter in der Höhe. Wie die meisten der zahlreichen anderen Türme im Rauen Kilikien zwischen den Flüssen Kalykadnos im Westen und Lamos im Osten, auf dem Gebiet des hellenistischen Priesterstaates von Olba, ist auch dieser in Poygonaltechnik errichtet. Auf der südlichen Eingangsseite fallen große Unterschiede in den Maßen der Steine zwischen den Ecksteinen und den mittleren auf. So hat der Eckstein in der vierten Reihe rechts Ausmaße von 0,50 × 1,36 Metern, während sein Nachbar nur 0,24 × 0,50 Meter misst. Der Türsturz übertrifft mit 0,70 × 1,50 Metern alle Steine dieser Front. Auf den anderen Seiten sind die Größen etwas einheitlicher. Die Stärke der Mauern liegt zwischen 0,73 und 0,78 Metern. Die oberen Schichten sind allerdings neuzeitlich ergänzt. Ebenfalls neuzeitlich sind das große Fenster auf der West- und das Zwillingsfenster auf der Ostseite. Durch diese Umbauten lässt sich über die ursprüngliche Gestaltung des Innenraumes wenig sagen, lediglich eine Abstufung der Mauerstärke in den Geschossen ist deutlich erkennbar.
Aufgrund der Mauertechnik und der Steinbearbeitung kommt die türkische Archäologin Serra Durugönül, die 1995 gemeinsam mit ihrem deutschen Kollegen Hanns Gabelmann die Türme im Rauen Kilikien erforschte und vermaß, zu dem Schluss, dass das Gebäude in die Zeit der olbischen Priesterdynastie, genauer ins frühe 2. Jahrhundert v. Chr., zu datieren ist.
Im Umfeld des Turmes sind mehrere Wirtschaftsgebäude zu beobachten, die zu einem Gehöft gehören. Direkt im Westen schließt sich ein Bogen an den Turm an, im Osten in einer Entfernung von etwa 50 Metern gibt es eine Pressanlage, südöstlich eine Zisterne. Diese Anbauten sind nach Durugönül späteren Datums.

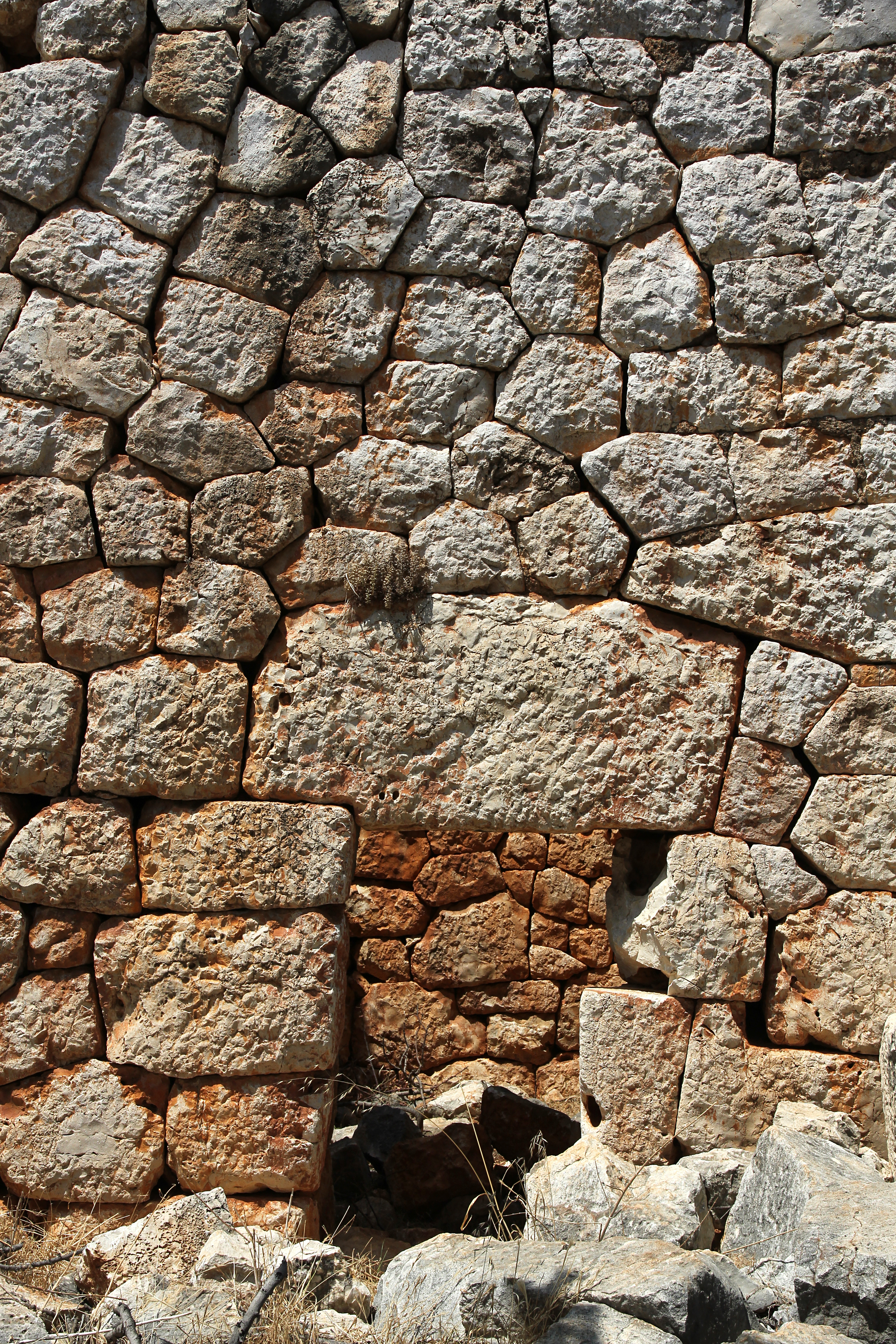
Eingang des Turms
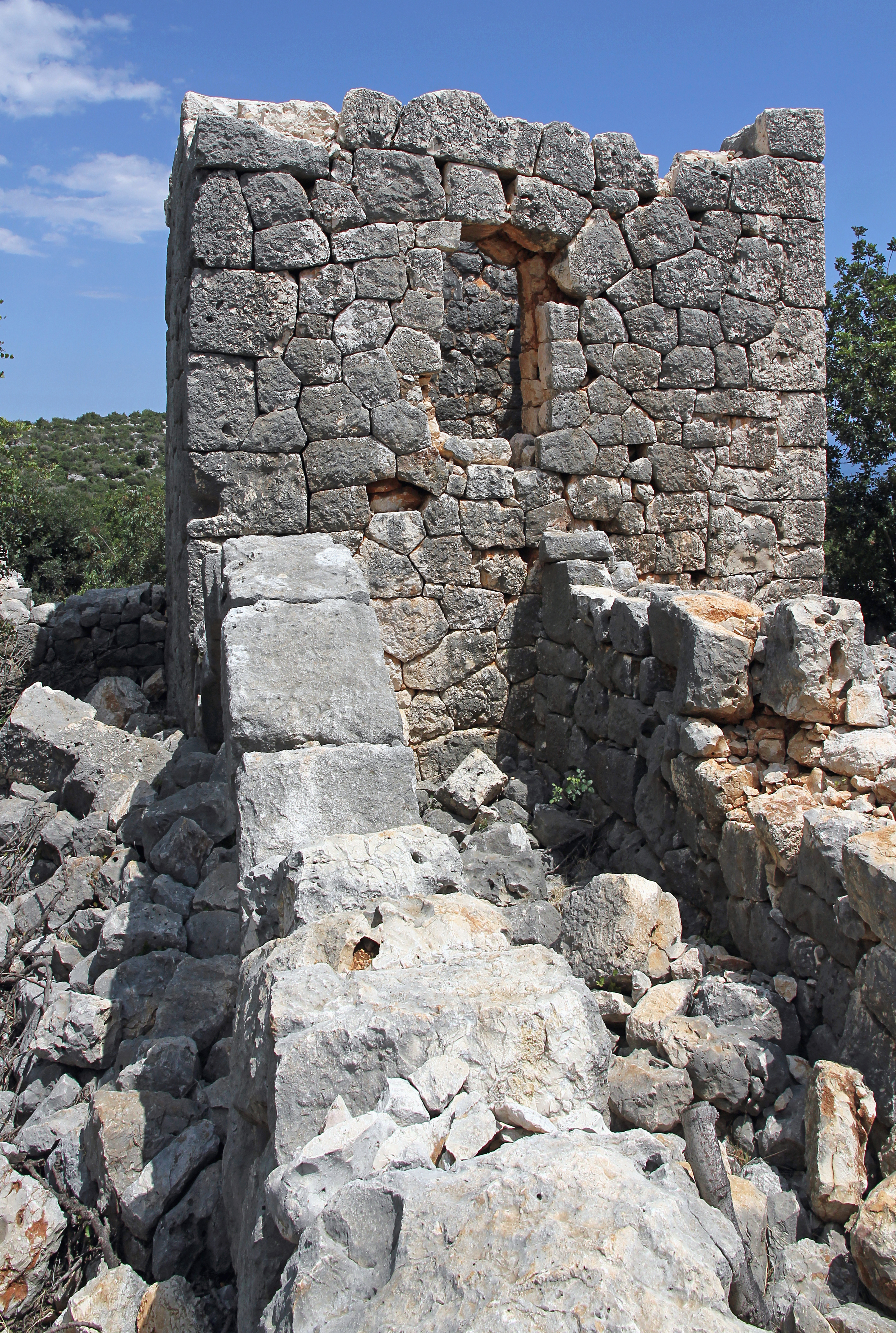
Turm von Westen
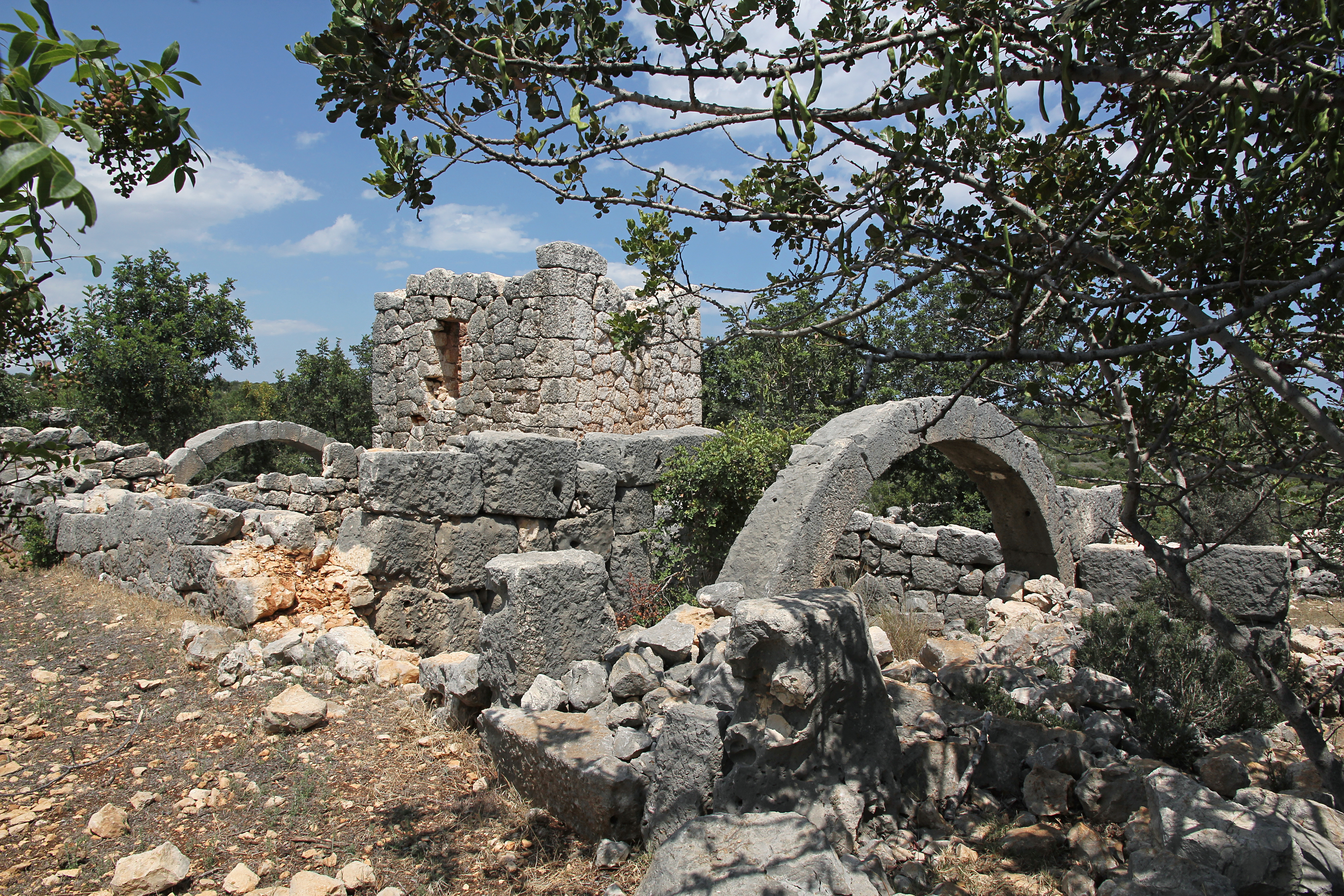
Gücük von Südwesten
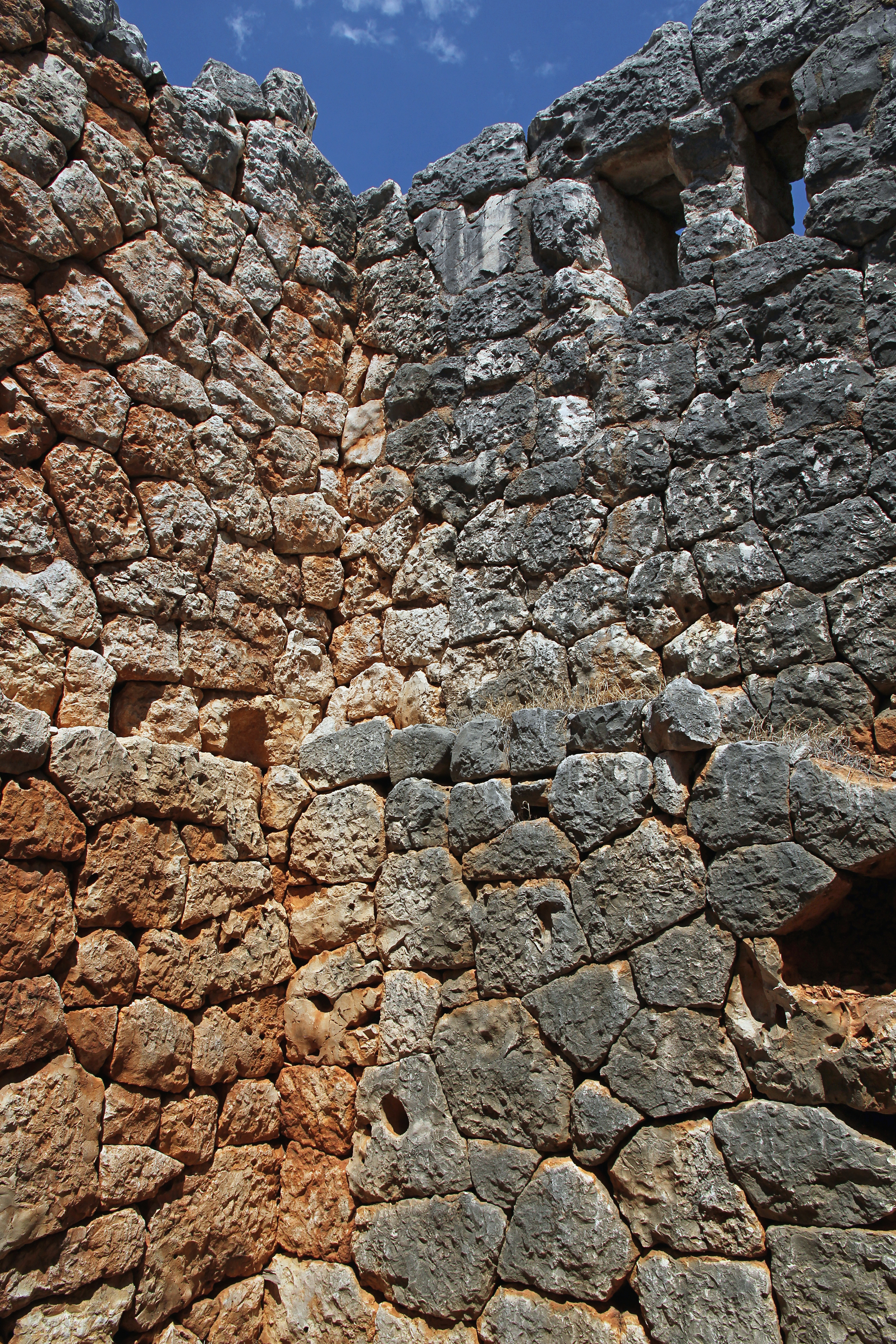
Nord- und Ostseite von innen mit Mauerstufung